# Phlegra langanoensis
Phlegra langanoensis là một loài nhện trong họ Salticidae.
Loài này thuộc chi Phlegra. Phlegra langanoensis được Wanda Wesołowska & Tomasiewicz miêu tả năm 2008.